# Vieux Couvent

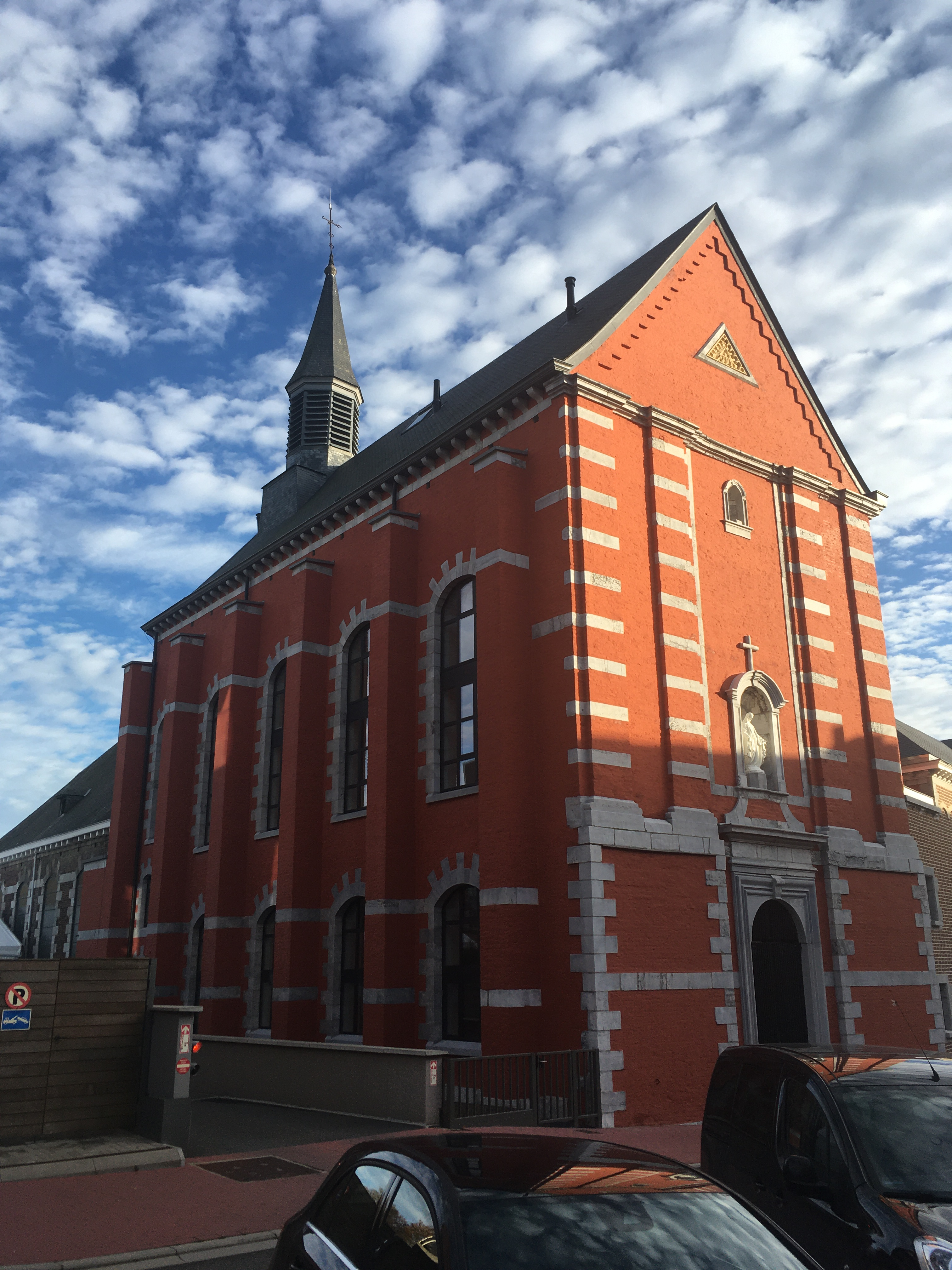
De kloosterkerk vanaf de straatzijde.

Het Vieux Couvent (oude klooster) is een voormalig kloostercomplex in het Belgische stadje Herve, gelegen aan de Rue Haute 56.

## Geschiedenis
Op 25 april 1676 werden de zusters recolletinen verdreven uit hun klooster in de stad Limbourg. Zij zochten toevlucht in het refugehuis van de recolletten te Bolland en reeds 5 dagen later werden ze aangezocht door baron De Lynden om te Herve onderwijs te geven aan arme kinderen.
In 1683 werd een voorlopig gebouw opgericht, maar het definitieve kloostercomplex werd, samen met de kloosterkerk, gesticht in 1732.
De Luikse Revolutie maakte een einde aan het klooster. De Oostenrijkers, en later de Fransen, vestigden zich er, en ook de gemeenteraad heeft er gezeteld. In 1830 gingen de recolletinen samenwerken met de Zusters van Voorzienigheid te Champion en in 1884 betrokken ze een nieuw klooster: het Nouveau Couvent.
De kerk werd onttrokken aan de eredienst en in de kloostergebouwen werd uiteindelijk een tuinbouwschool gehuisvest.
Het gebouwencomplex werd in 1979 geklasseerd als monument. Van 2012-2019 vonden en vinden restauratiewerkzaamheden in het complex plaats.

## Gebouw

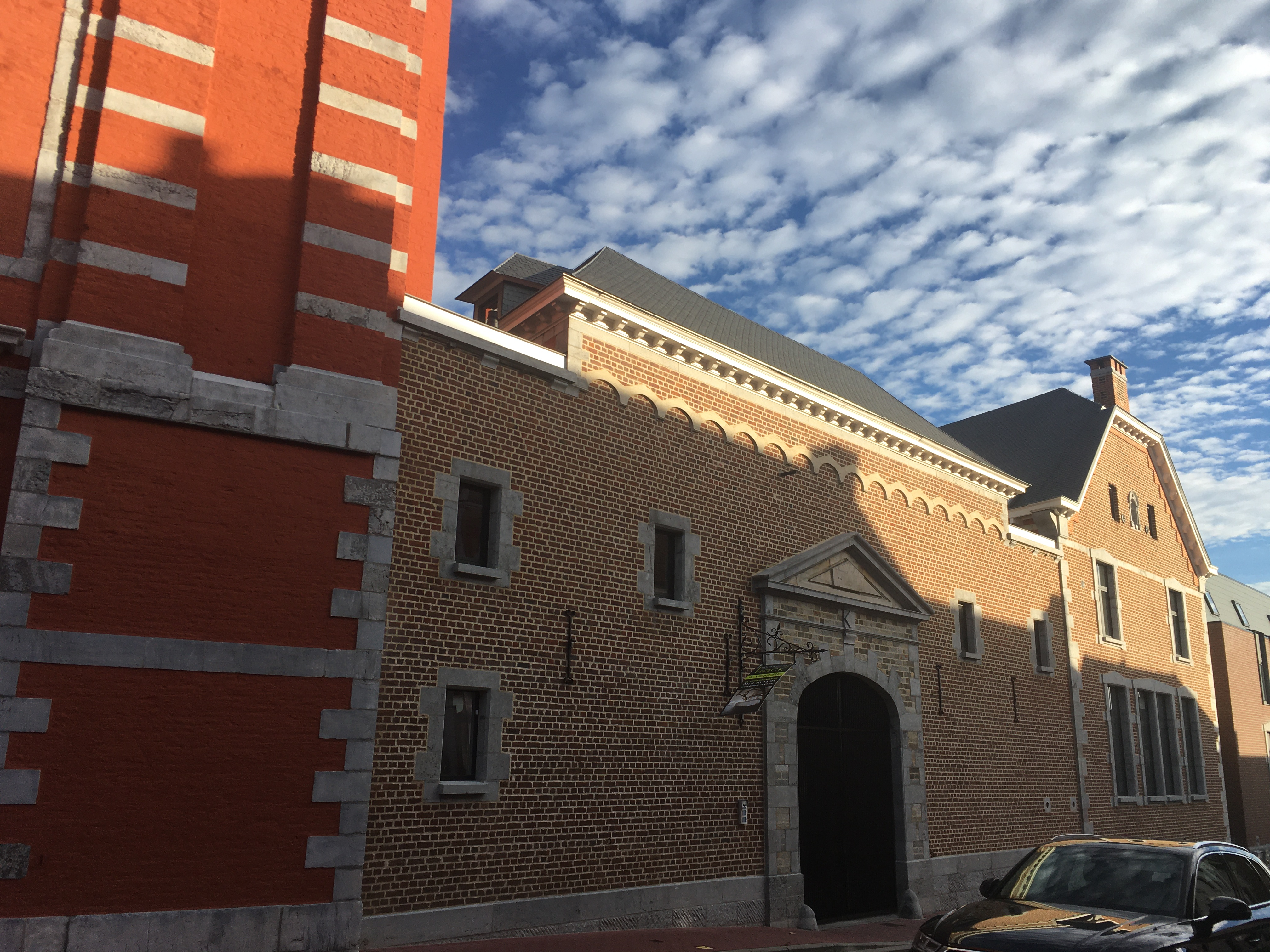
Toegangspoort aan de Rue Haute.

Het betreft een aanzienlijk gebouwencomplex, waarvan het grootste gedeelte omstreeks 1732 werd gebouwd. De ingang geeft toegang tot een eerste vierkante binnenplaats, omringd door gebouwen met links de kloosterkerk van 1732, welke een op de straat uitkomende voorgevel heeft. Deze kerk is opgetrokken in baksteen en heeft versieringen in kalksteen. De voorgevel is voorzien van vier pilasters. Boven de kerkingang bevindt zich een nis met daarin een Mariabeeld. Daarboven bevindt zich nog een kleinere nis. Op het dak bevindt zich een klokkentorentje boven het koor.
De ingangspoort is voorzien van een driehoekig fronton. Achter de binnenplaats ligt een tweede vierkante binnenplaats die kleiner is dan de eerste en een tuintje bevat.